# 贋金と天秤

9枚の硬貨から軽い贋硬貨を2回の計量で見つける分岐図。

10枚の硬貨から軽い贋硬貨を最大3回の計量で見つけるアニメーションGIF

贋金と天秤（がんきんとてんびん、にせがねとてんびん、英語: balance puzzle、英語: weighing puzzle）は、ロジックパズルの1種。贋金パズルなどとも呼ばれる。
「何枚かの硬貨の中に重さの異なる贋硬貨が紛れ込んでいるときに、何回天秤を使えば贋硬貨を見つけ出せるか?」というパズルであり、数多くのバリエーションがある。

## 概要
このパズルの原点は1945年に『アメリカン・マセマティカル・マンスリー』誌にE.D.Schellが投稿した問題だとされる。Schellの問題は以下のようなものである。